# 羅曼湖 (加利福尼亞州)
羅曼湖（英語：Loch Lomond）是位於美國加利福尼亞州萊克縣的一個非建制地區。該地的面積和人口皆未知。

## 地理
羅曼湖的座標為39°51′48″N 122°43′10″W / 39.86333°N 122.71944°W，而該地的平均海拔高度為859米（即2818英尺）。